# Nordlandets Søn
Nordlandets Søn (originaltitel Blue Blazes Rawden) er en amerikansk stumfilm fra 1918 produceret af Thomas H. Ince og instrueret af William S. Hart.

## Medvirkende
- William S. Hart som Blue Blazes Rawden
- Maude George som Babette DuFresne
- Robert McKim som Hilgard
- Gertrude Claire
- Robert Gordon som Eric Hilgard